# Niphovelleda gracilis
Niphovelleda gracilis là một loài bọ cánh cứng trong họ Cerambycidae.